# تحليل الصور

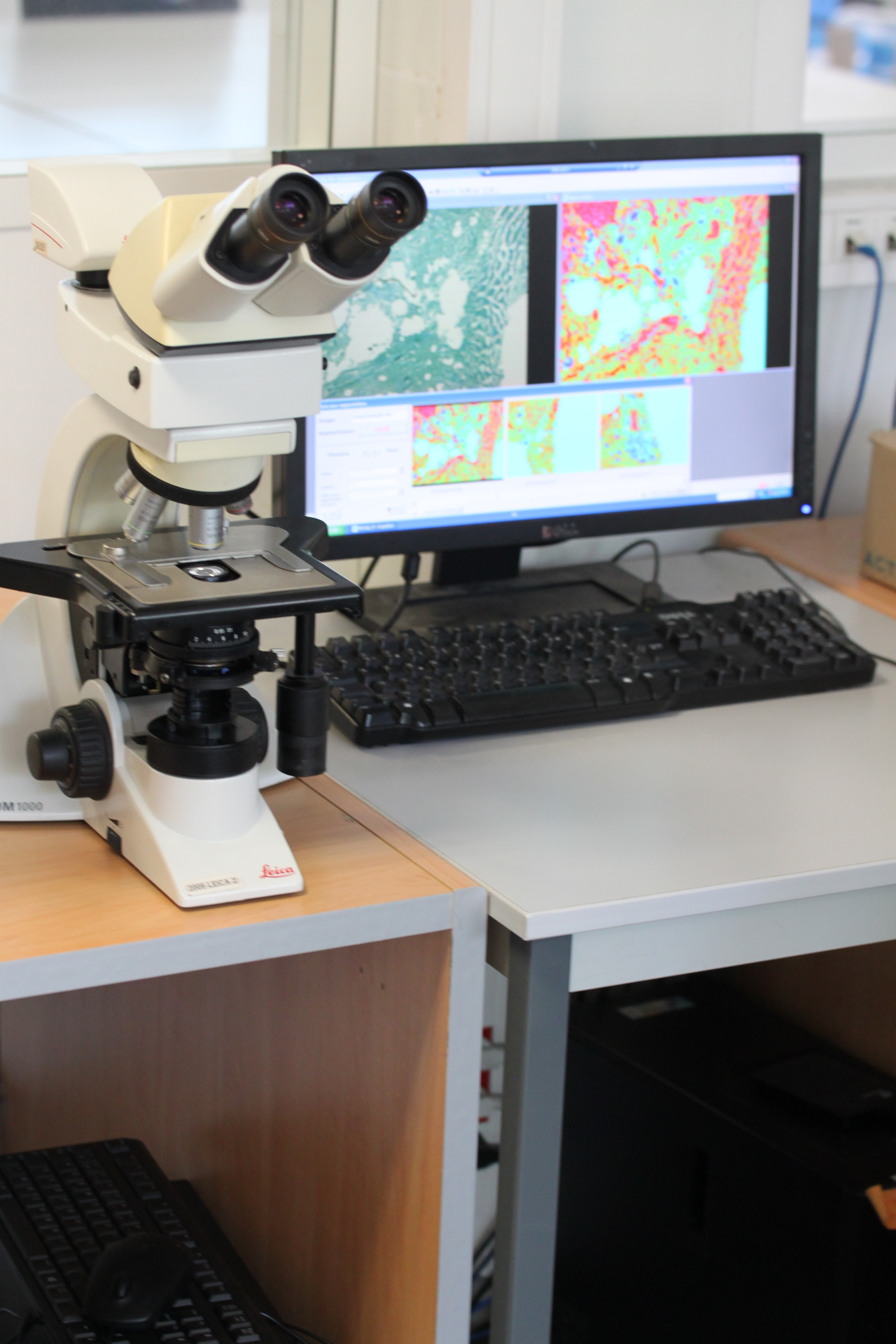

تحليل الصور هو عملية استخراج معلومات مفيدة من الصور، وبشكل خاص الصور الرقمية باستخدام تقنيات معالجة الصور الرقمية.
تتراوح مهام تحليل الصور من مهام بسيطة مثل قراءة لصاقات الشفرة الخيطية إلى مهام معقدة مثل التعرف على شخص من صورة وجهه.

## تطبيقات تحليل الصور
تتوزع تطبيقات تحليل الصور على طيف واسع من العلوم والتطبيقات منها:
- الطب
- الفلك
- علم الأحياء الدقيقة
- علوم عسكرية
- علم المواد
- الصناعة
- الأمن
- الروبوت
- تعرف ضوئي على المحارف